# 海港城
海港城（英語：Harbour City）位於香港九龍尖沙咀維多利亞港海旁，門牌為廣東道5號，是亞洲第一家商場，香港最大面積的購物中心及名牌集中地，屬九龍倉置業和會德豐地產旗下的物業。由九龍倉碼頭分階段重建而成。最早的部份——海運大廈於1966年落成，設有可供5萬噸級郵輪使用的郵輪碼頭，整個建築群則於1980年代成形。九龍倉於1982年將海洋中心、海運大廈、馬哥孛羅香港酒店商場和港威商場所有廣東道沿路物業統稱為海港城購物區。
海港城是由4個部份組成的建築群，分別為海運大廈、馬哥孛羅香港酒店、海洋中心和港威大廈。其中，商場部份佔地2,117,000平方呎，包括60多家食肆、曾設有大型電影院（已結業）、3間酒店以及約450間零售商店。而寫字樓部份佔地4,563,000平方呎。酒店部份則佔地1,118,000 平方呎，包括3間高級酒店、服務式公寓及其它則佔地611,000平方呎、一個私人會所（太平洋會）及2000多個泊車位。
海港城（包括酒店部分）在2019年營業額為115.77億（2018年118.71億港元），按年下跌2%，營業盈利下跌2%至94.47億港元（96.78億港元）。租戶零售銷售總額370億元，整個物業項目在2018年底的估值為1843.89億元，酒店及會所營業額減少14%至11.56億元，服務式住宅營業額減少29%至至2.21億元，寫字樓營業額則升4%至27.48億元。商場營業額下跌1%至74.52億元，營業盈利66.15億港元

## 歷史
1982年，九龍倉集團將海洋中心、海運大廈、馬哥孛羅香港酒店商場和港威商場所有廣東道沿路物業統稱為海港城購物區，並號稱為「香港最大的購物城」。
1987年，九龍倉集團將海運大廈翻新，以統一裝修風格。
1988年，九倉分階段出售奧麗酒店集團，旗下三所酒店（香港酒店、香港港威酒店、香港太子酒店）為馬哥孛羅酒店集團所收購，但依然以「奧麗」開首。
1997年，奧麗酒店集團完全撤出九倉體系，各酒店皆以「馬哥孛羅」開首，不再以「奧麗」冠名，後來港威及太子酒店亦不再冠名。
2005年，九倉建議擴建九龍太平洋會與海運大廈之間的九龍永久碼頭第7號作新郵輪泊位，但不獲政府批准。
2008年，九龍太平洋會地契續約15年（舊契已於2006年底到期，故新契由2007年開始計算），地契由九龍永久碼頭第6號改稱為九龍內地段第11179號。
2012年，海運大廈地契續約21年，地契由九龍永久碼頭第83號改稱為九龍內地段第11,178號。
2013年，將港威商場上蓋的寫字樓10萬方呎樓面改為商場。
2018年，為滿足市場需求，九倉將港威豪庭其中一座服務式住宅聽濤閣改建為寫字樓及商場，有關工程將於2019年年中前完成，改建後将提供36萬平方呎的寫字樓及商場空間，其中逾30萬方呎樓面寫字樓。

## 特色

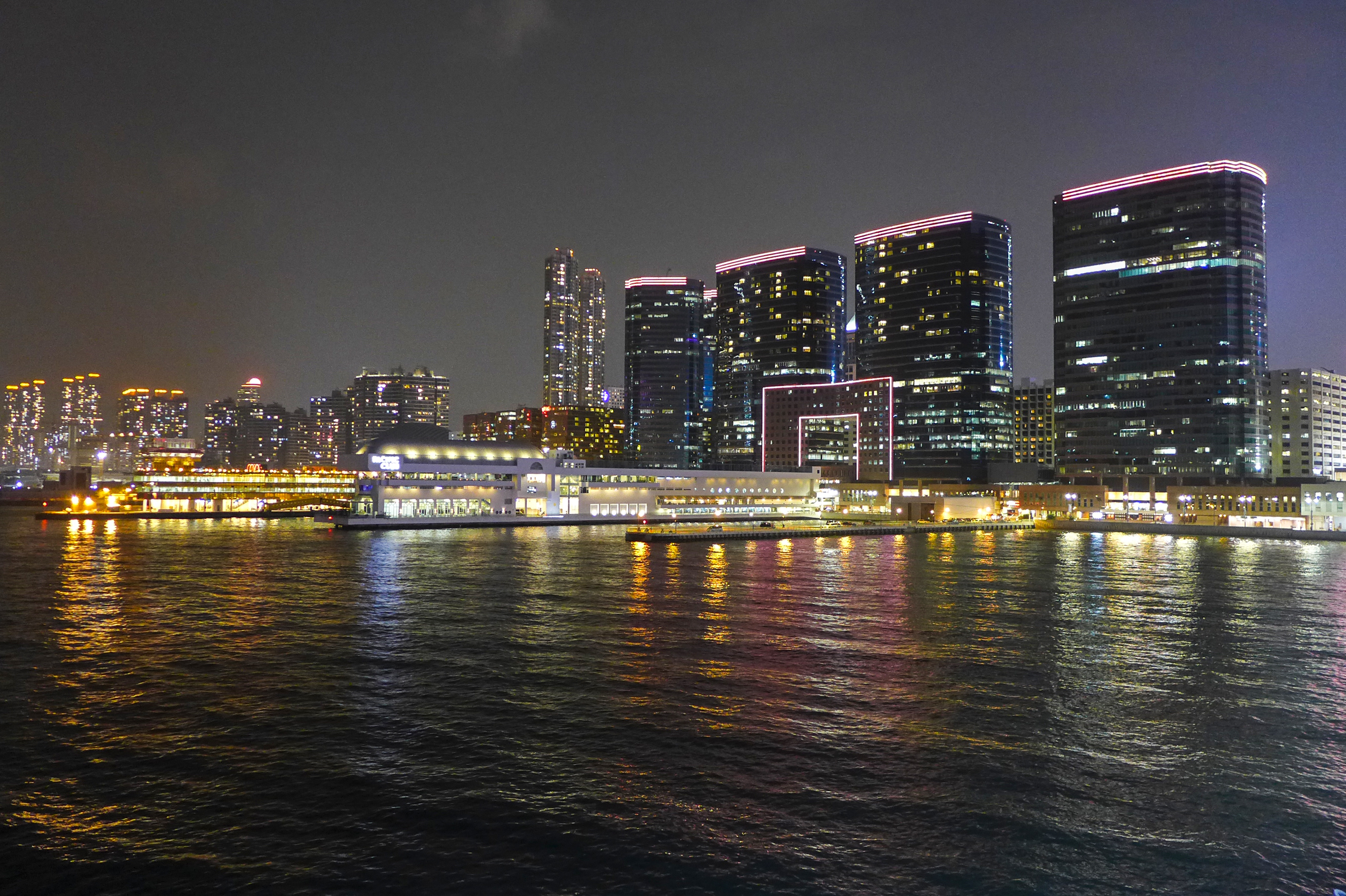
海港城港威大廈夜景

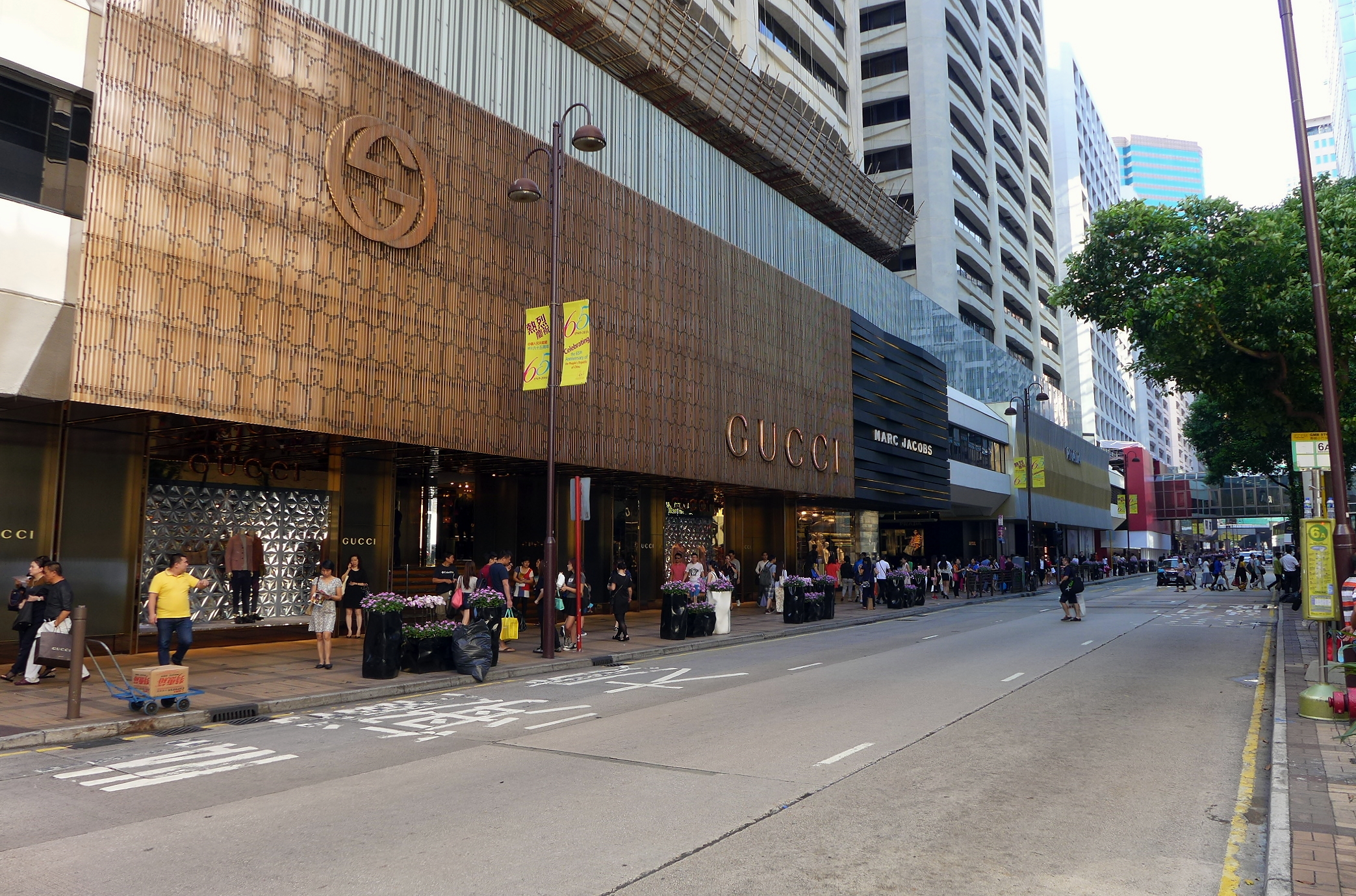
海港城沿廣東道延綿530米的街舖於2005年開始成為頂級品牌的集中地

海港城是香港一個大型建築群，南至尖沙咀天星碼頭，北至中港城。由於它是香港最大面積的購物中心，因此也成為了遊客的觀光購物景點之一。每逢星期六及星期日，都會有逾15萬人次進入商場，當中包括當地居民、外地遊客及中國大陸的自由行人士。而平日亦有超過6萬人於上蓋的辦公室大樓上班。該商場擁有表演及小型展覽場地，商場亦舉辦“Music in the City”，這是一個逢星期六、日邀請樂隊或在商場內演奏樂曲。
海港城在聖誕節和農曆新年等節日，都會把廣場佈置具有濃厚的節日氣氛，而佈置重點都放在近尖沙咀天星碼頭的入口。
海港城南面入口前的五支旗杆，是市民集合及民間活動的熱點。昔日，五支旗桿所懸掛的旗幟由高至矮分別是：英國國旗、香港旗、九龍倉、海港城、天星小輪。九七回歸後，五支旗桿所懸掛的旗幟已換成：九龍倉、海港城、九倉電訊、香港有線電視、天星小輪。近年，再次換成：中華人民共和國國旗、香港特別行政區區旗、九龍倉、海港城、天星小輪。

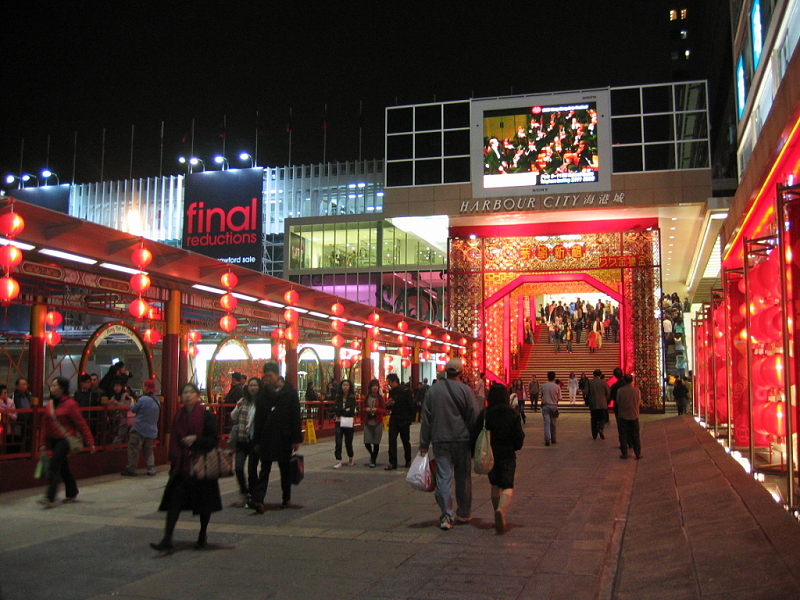
海港城農曆新年佈置（2006年）
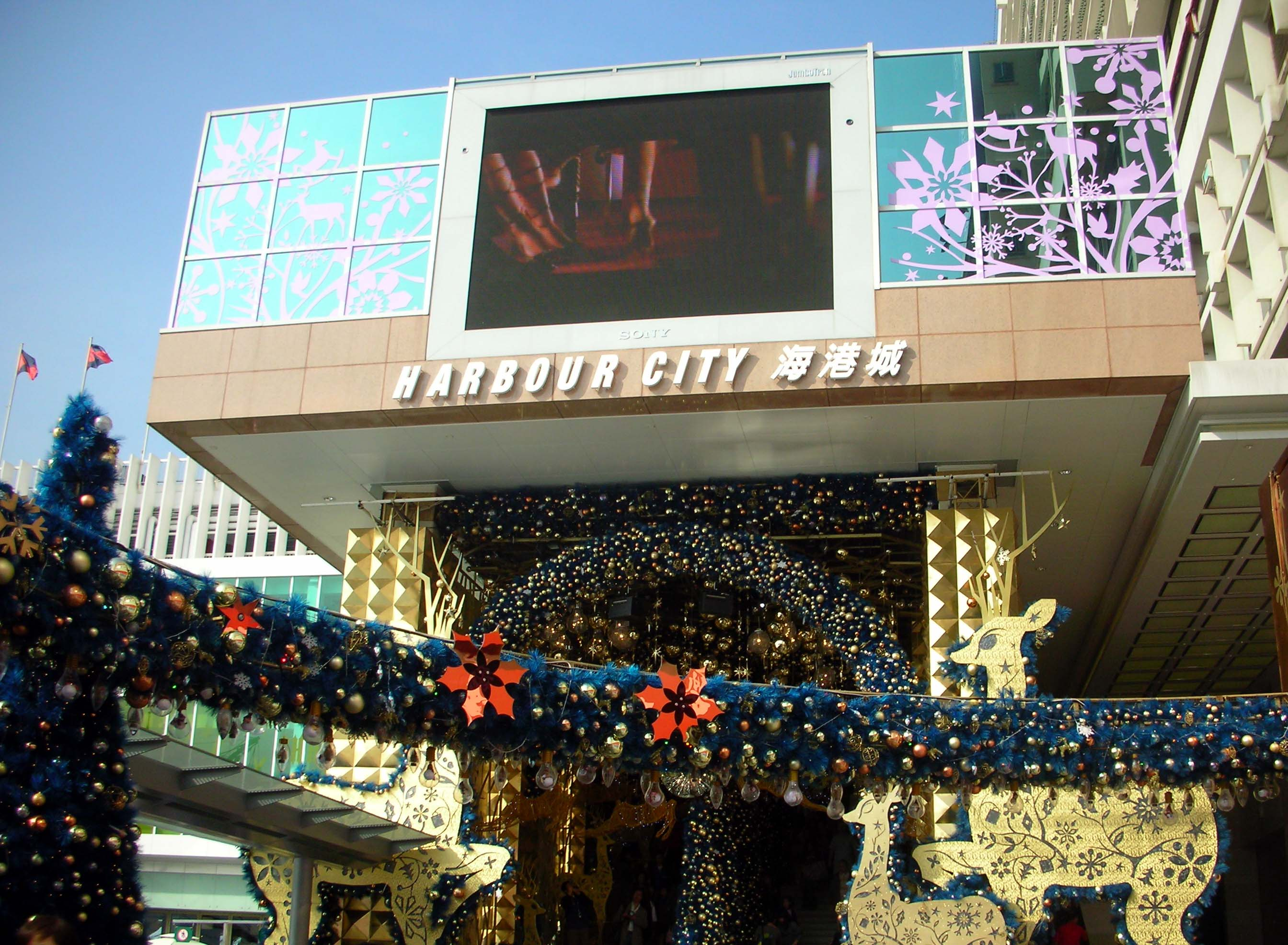
海港城聖誕節佈置（2006年）
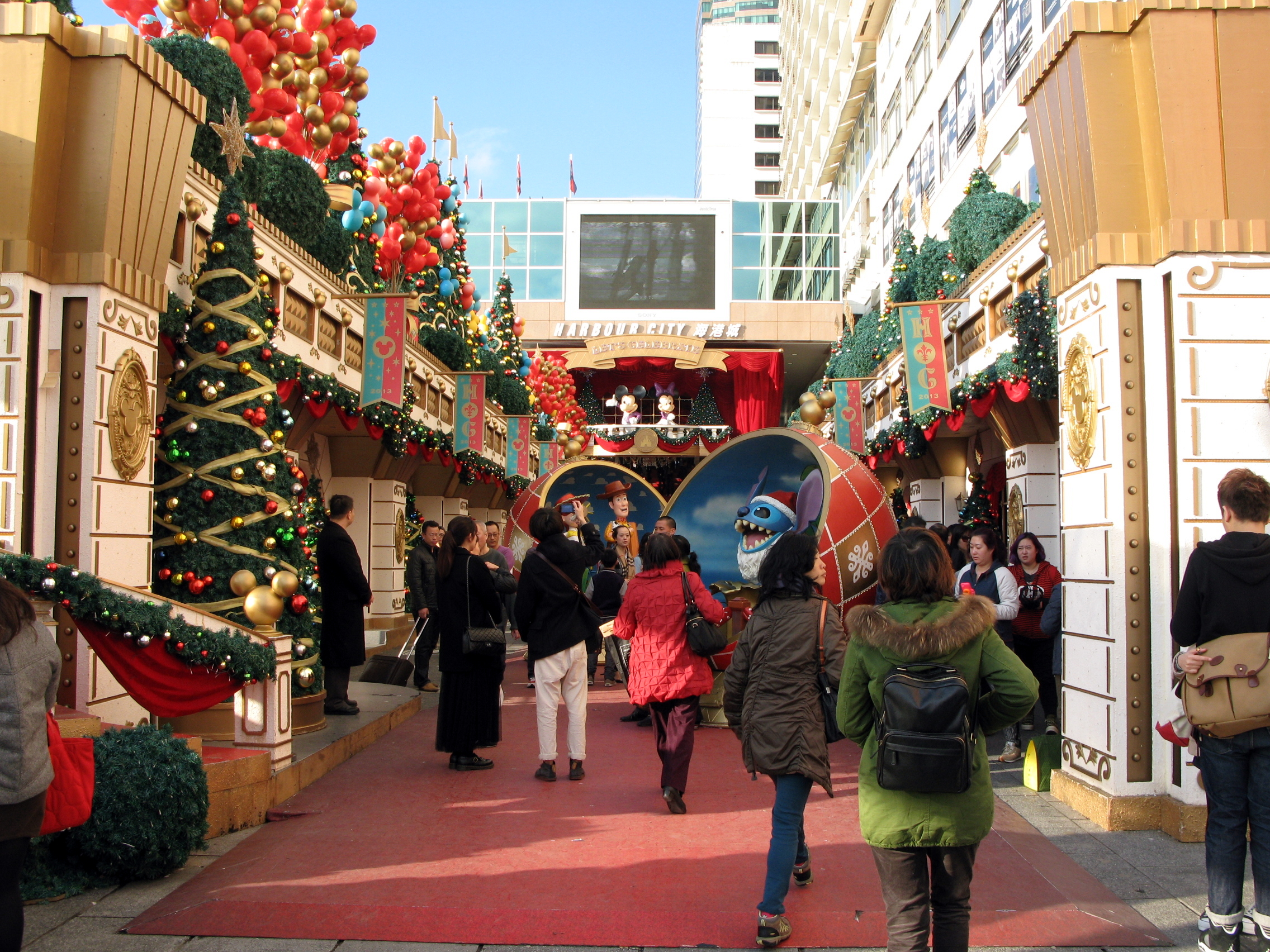
海港城聖誕節佈置（2013年）

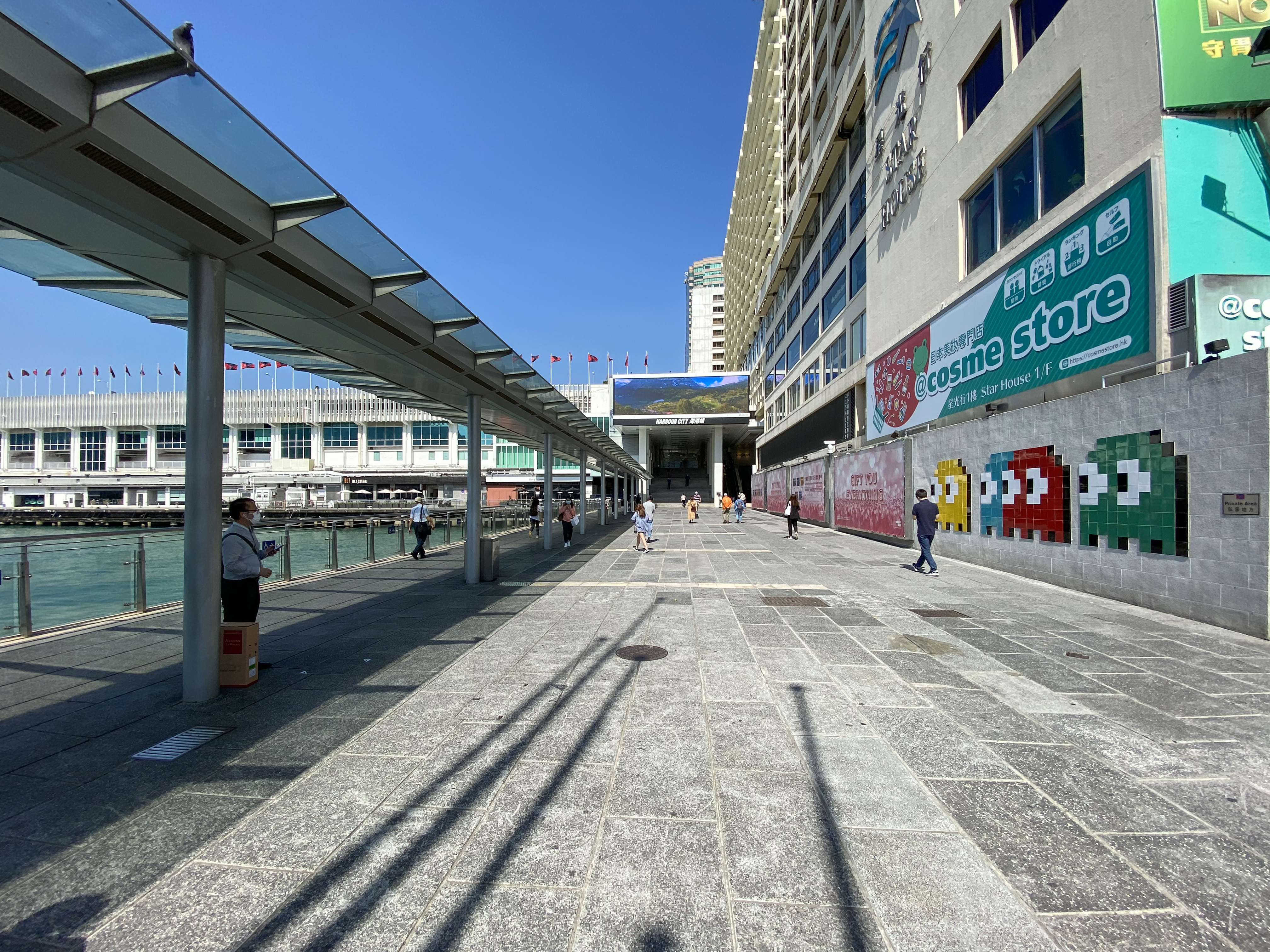
海港城南面入口（2020年）

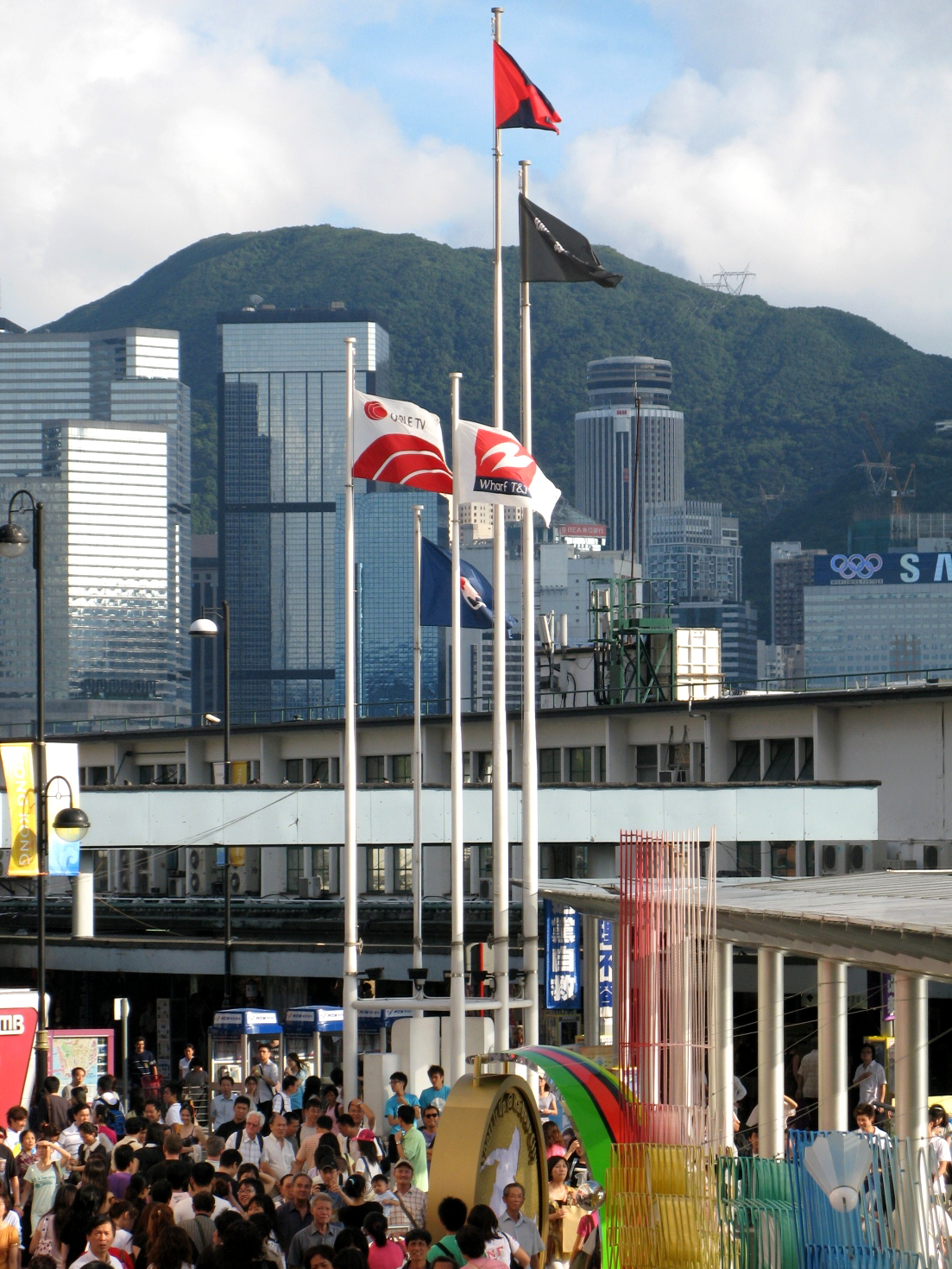
海港城南面入口前的五支旗杆

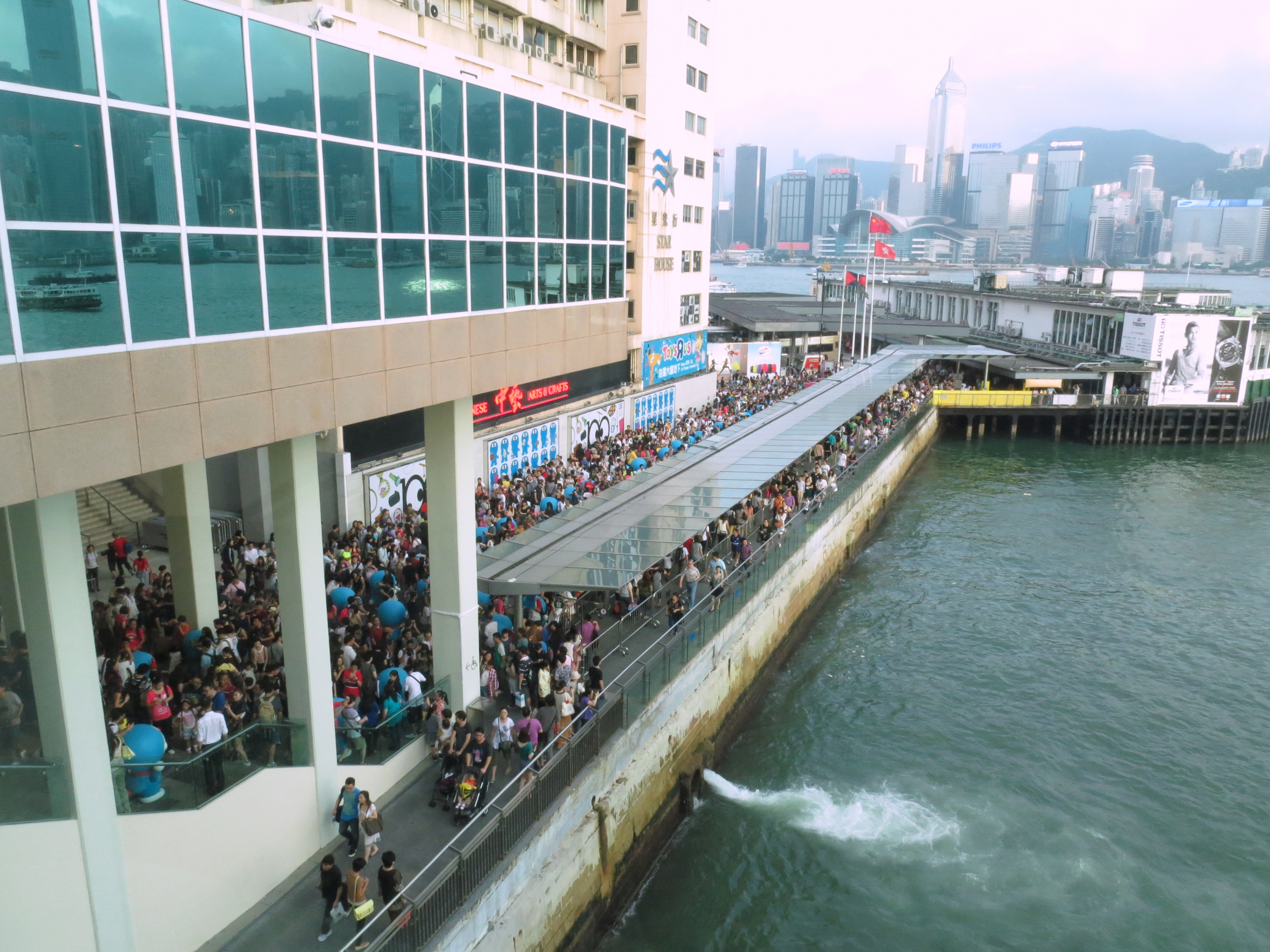
海港城海運大廈露天廣場，2012年8月期間正舉辦「哆啦A夢誕前百年展」，右方為尖沙咀天星碼頭

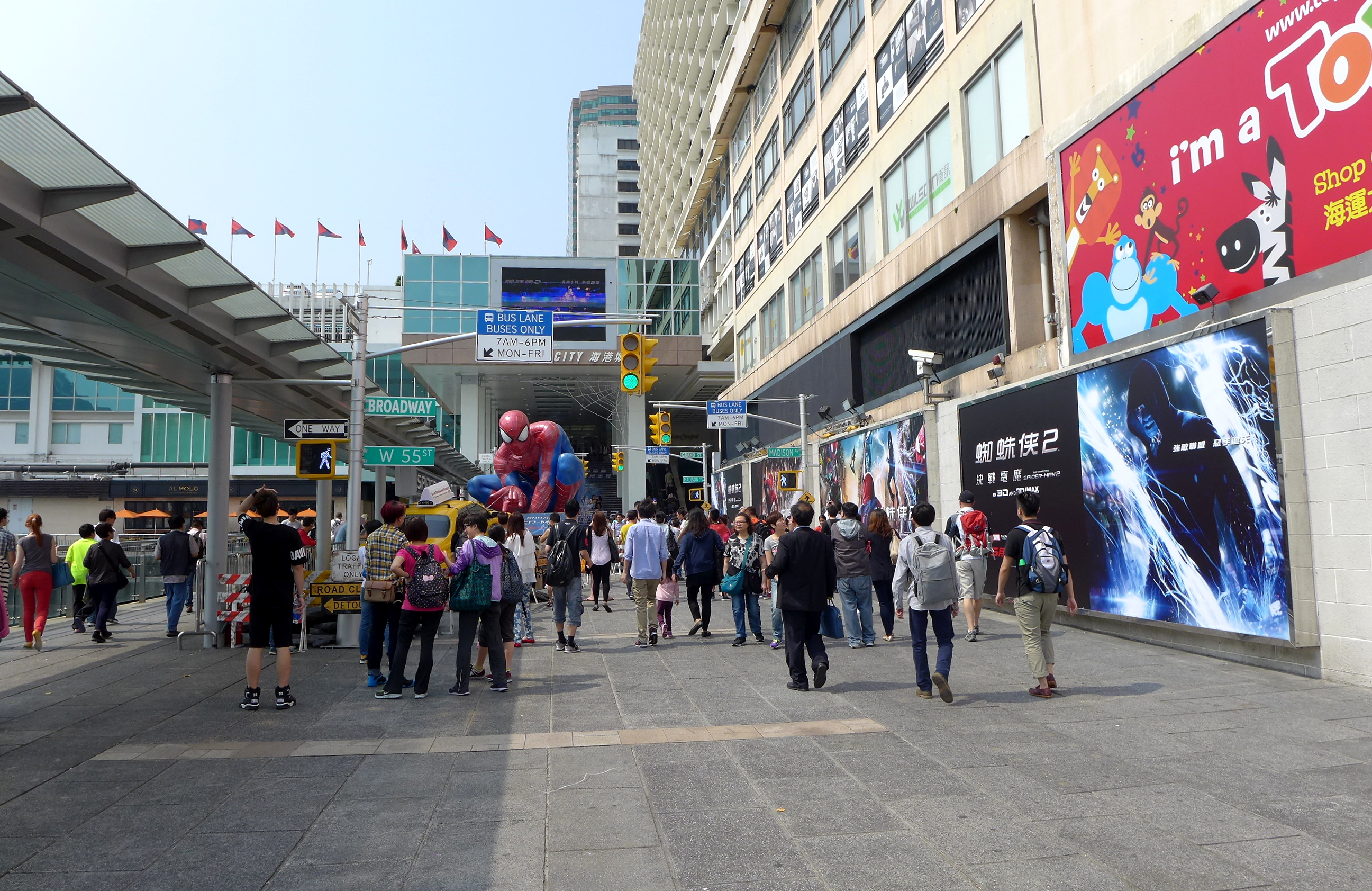
海港城2014年The Amazing Power @Harbour City電影場景裝置
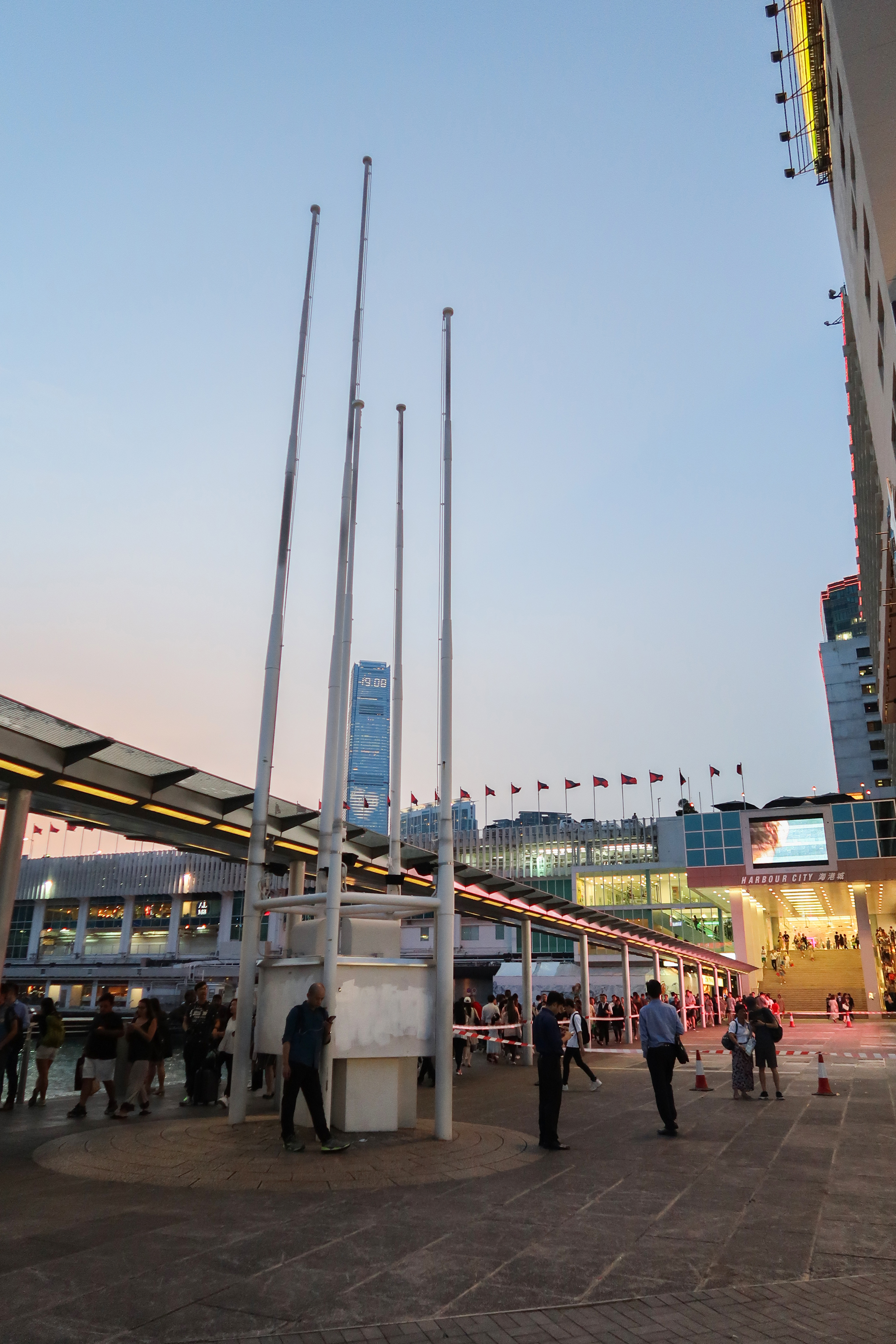
2019年8月3日，有人在五支旗桿處降下中華人民共和國國旗後並隨即扔入海中，海港城的五支旗桿不再懸掛旗幟

## 購物區
海港城可分為以下的五個購物區：
購物區OT - 海港城·海運大廈
在2002至2004年，2012年至2015年時曾進行大型翻新，現分為地下的kid-x、二樓的sport-X和三樓的LCX，分別設有兒童用品、運動用品和年青人服裝。
主要商戶（根據海港城地圖顯示）：玩具反斗城（第一家，也是最大的旗艦店）、facess、GigaSports、旅客候船大堂
購物區HH - 海港城·馬哥孛羅香港酒店商場
酒店商場設多層商店及海運戲院（已結業），到1993年進行改建，部份戲院範圍於1994年改為Planet Hollywood餐廳，1999年結業。而商場3樓設有「絲綢之路」，內有20多家古董店鋪。商場於2003年時曾進行大型翻新，主要商戶連卡佛亦由海運大廈購物區的舖位搬遷入本購物區。
主要商戶（根據海港城地圖顯示）：連卡佛
購物區OC - 海港城·海洋中心
面向廣東道的海港城擁有全球名氣數一數二的名店，由海洋中心延伸至港威商場，形成一條名店街。
主要商戶（根據海港城地圖顯示）：Hermes、Salvatore Ferragamo、Chanel、Louis Vuitton、馬莎百貨、太子珠寶鐘錶、Gallery @ Harbour City、香港上海匯豐銀行
購物區GW - 海港城·港威商場
商場前身是海洋廊購物商場，建築物於1991年12月分階段拆卸。其中沿廣東道延綿530米的街舖於2005年開始成為頂級品牌的集中地。2011年起，港威大廈開始分階段進行翻新及改建工程，並將寫字樓改為商場。新租戶包括GAP、Uniqlo、PageOne旗艦店及Nike Kicks Lounge。
主要商戶（根據海港城地圖顯示）：BVLGARI、Gucci、Moncler、Prada、Miu Miu、Valentino、FENDI、Coach、Dolce & Gabbana、Paul & Shark、JOYCE、Emporio Armani、Giorgio Armani、ZARA、agnes b cafe lpg、UNIQLO、c!ty'super、Cooked Deli by c!tysuper、LOGON、PageOne已結業、HSBC Premier、Harbour City Bazaar、美心食品特許經營的芝樂坊餐廳（The Cheesecake Factory）、叙福樓集團經營的敘. 小麵、特許經營的挽肉與米和THE MATCHA TOKYO
購物區ST - STAR ANNEX@星光行
在2005年九龍倉購入星光行2樓及3樓樓層，並於2008年交由海港城管理，並易名為星光城，成為海港城的一部分。這裡主要售賣電腦配件，三樓有天橋接駁馬哥孛羅香港酒店商場。到2015年改為共3.9萬方呎的誠品生活。
主要商戶（根據海港城地圖顯示）：誠品生活

## 寫字樓
海港城的寫字樓部份為港威大廈，共有9座甲級寫字樓，包括港威大廈一座及二座、港威大廈三座-保誠保險大樓、港威大廈五座、港威大廈六座、環球金融中心-南座及北座、世界商業中心及九倉電訊中心。

## 圖集

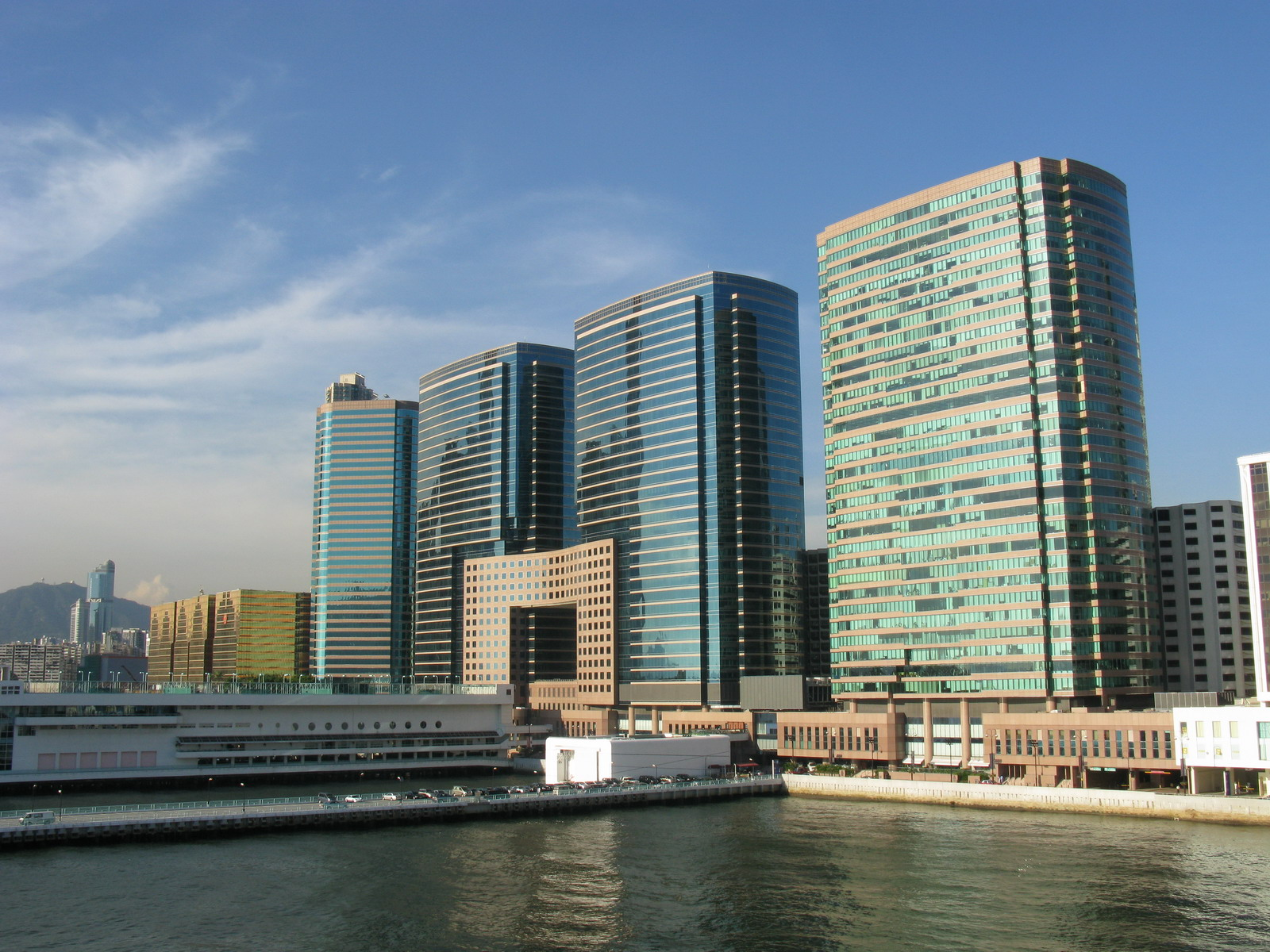
港威大廈
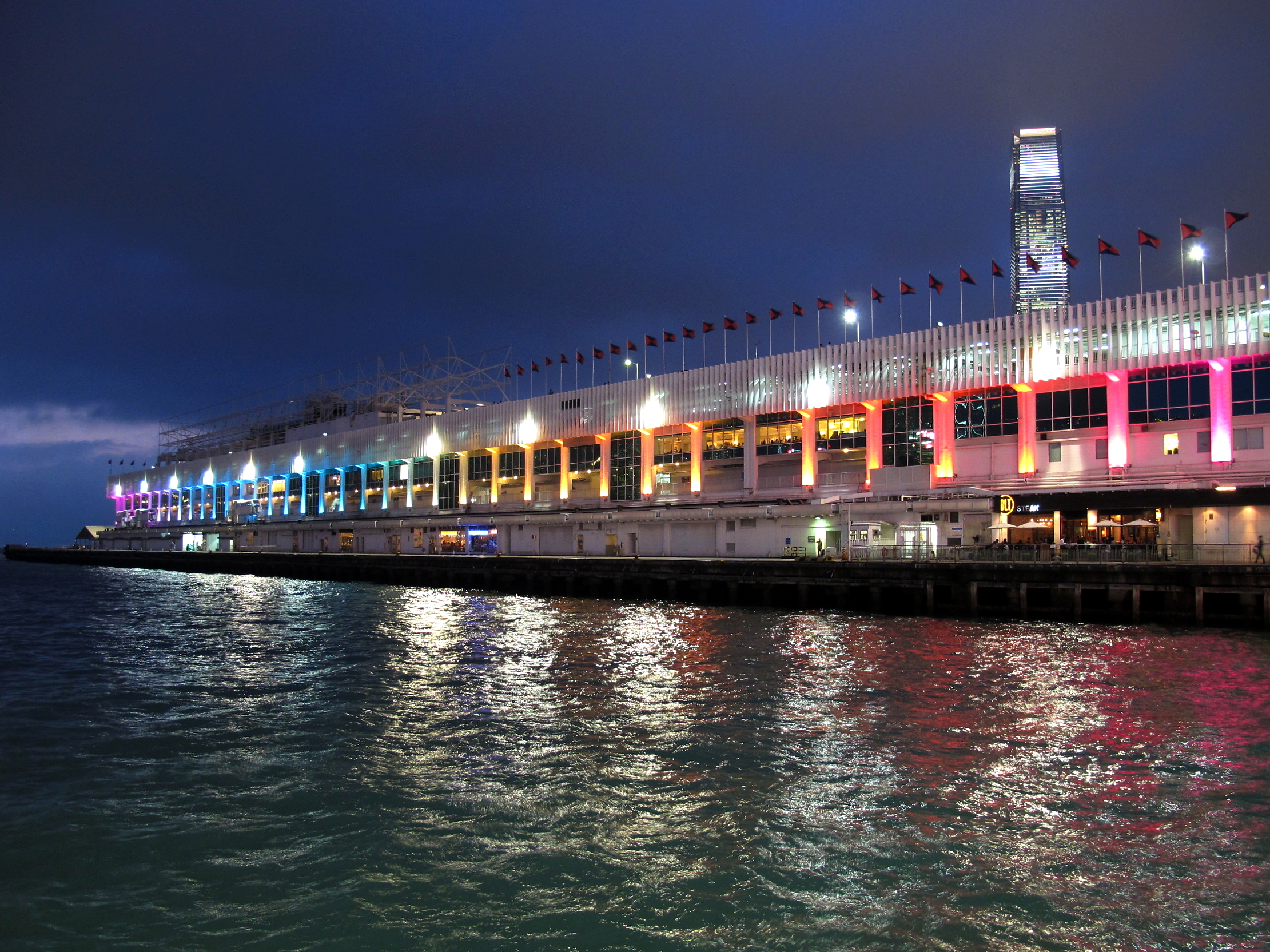
海運大廈
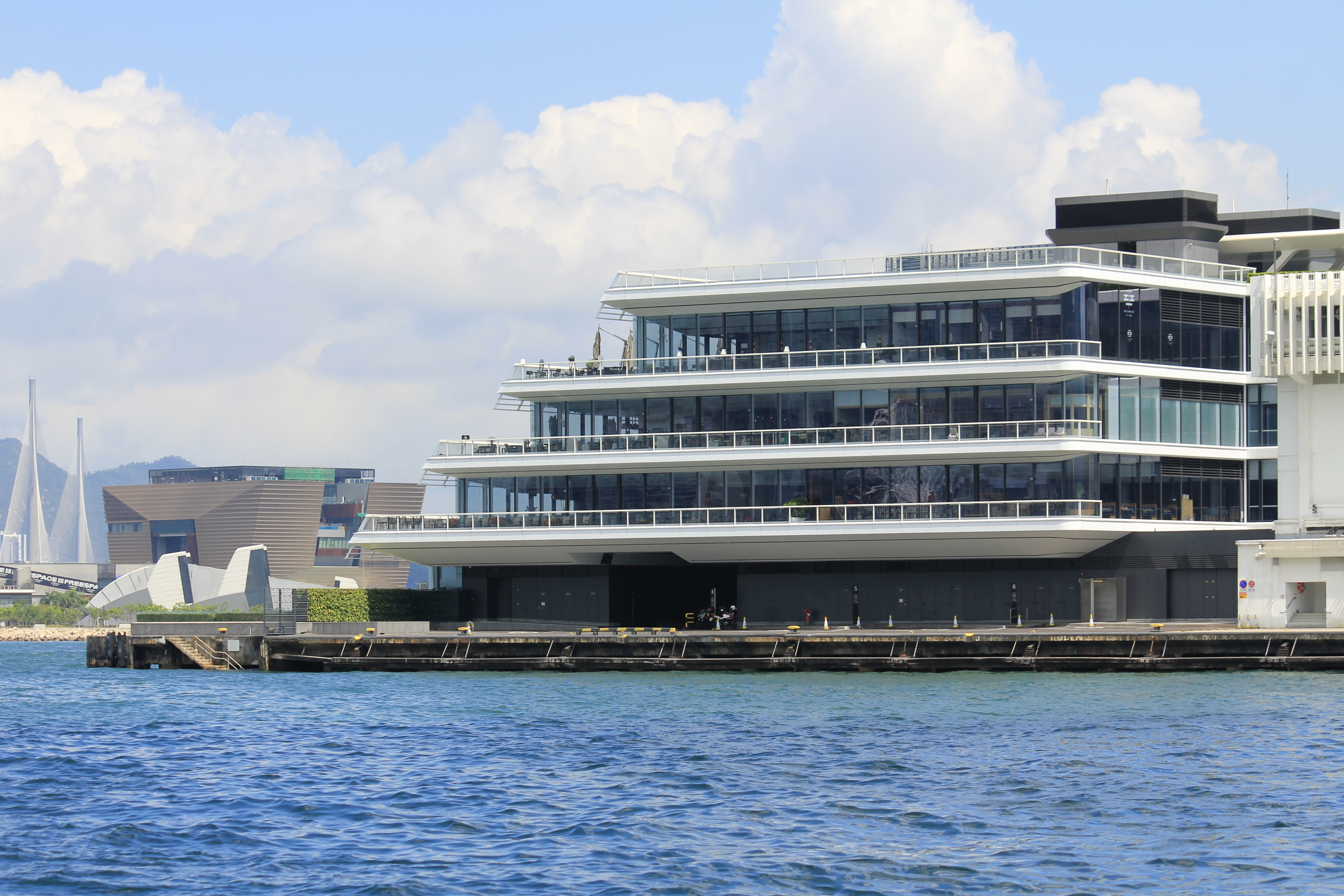
海運大廈擴建大樓
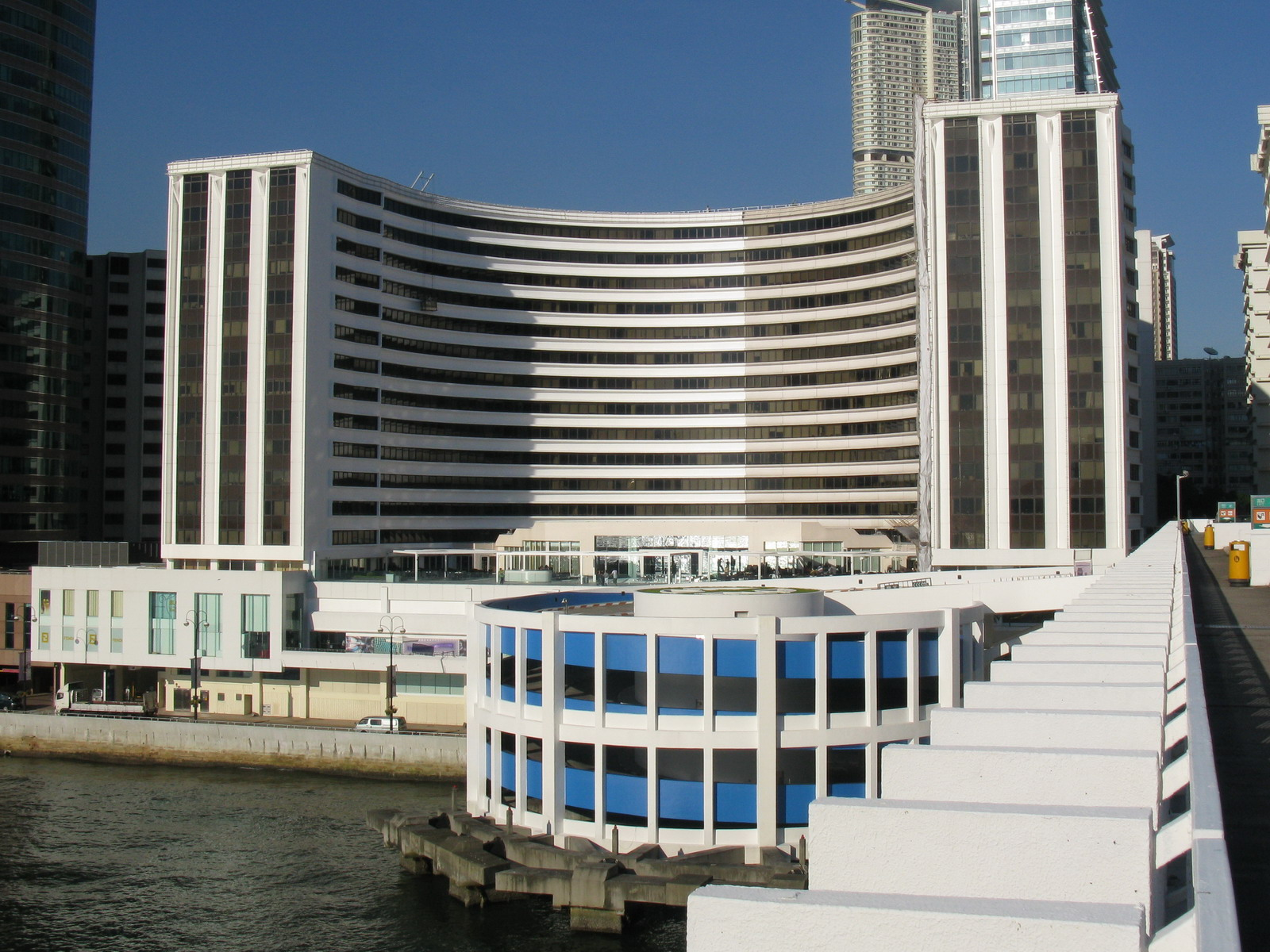
海洋中心
海港城各大廈分佈簡圖

## 口號
海港城有一廣告，口號為：「一個海港，只有一個海港城」，暗示其獨一無二的大。

## 爭議事件
2023年4月底，海港城與法國藝術家JR創立的藝術企劃《Inside Out Project》中，在海運大廈入口，海洋中心和港威商場廣東道入口外牆展出超過450個市民和名人的笑臉黑白相片，被網民形容與「車頭相」一樣，海港城官方facebook其後關閉留言功能。

## 資料來源
1. ↑  九龍倉集團有限公司二零零六年年報 （页面存档备份，存于）第146頁
2. ↑  .   [2012-06-05]. （原始内容存档于2016-03-05）.
3. ↑  . www.mpfinance.com.   [2020-01-27]. （原始内容存档于2020-08-18）.
4. ↑  http://www.wharfholdings.com/download_chi/ar2008/13%20Wharf%20AR08_Finan%20Information_c.pdf%5B%5D
5. ↑  . 政府新聞公報. 2012-06-20  [2023-05-11]. （原始内容存档于2022-09-29）.
6. ↑  . 大公報. 2019-03-06  [2023-05-11]. （原始内容存档于2023-05-11）.
7. ↑  .   [2012-01-24]. （原始内容存档于2016-03-05）.
8. ↑  . Yahoo 新聞. 2023-04-27  [2023-04-27]. （原始内容存档于2023-07-02）.

## 外部連結
- 海港城的官方網站 （页面存档备份，存于）

22°17′52″N 114°10′05″E / 22.29784°N 114.16797°E